# Irina Margareta Nistor
Irina Margareta Nistor (Bucarest, Rumanía 26 de marzo de 1957) es una traductora y crítica de cine.
Nistor trabajó como traductora de programas de televisión en la dictadura de la República Socialista de Rumania  de Nicolae Ceaușescu y es conocida por doblar en secreto más de 3000 películas prohibidas en cintas VHS importadas de contrabando de Occidente. Durante la Guerra Fría, estas cintas se extendieron muy rápido por toda Rumanía y su voz se hizo muy popular en el país. En un reciente vídeo del New York Times sobre Nistor, uno de los entrevistadores observa "Nos empezamos a preguntar por qué todas las películas estuvieron dobladas por la misma voz… (Nistor)  era la voz más reconocida de Rumanía después de Ceausescu...”
Nistor trabajó para la televisión estatal rumana (TVR, Societatea Română de Televiziune) desde 1980 hasta 1999, primero como traductora de películas y después como productora de programas. En 1993, produjo en francés para TV5 Europa un programa de una hora llamado “El cine de rumano después de 1989”.
Recientemente se realizó un documental sobre Nistor, Chuck Norris vs Communism, dirigido por el realizador rumano afincado en Londres, Ilinca Calugareanu.  Su estreno europeo tuvo lugar en el Edinburgh International Film Festival, celebrado durante el 24 y el 25 de junio de 2015.  La película se proyectó en el Hawaii's European Film Festival el 17 de octubre de 2015. La película también se ha proyectado en Cinequest 2016 de San José, California, EE. UU.
Nistor continúa activa dentro de la industria del cine rumano. En 2012,  lanzó el Psychoanalysis and Film Festival, dirigido por el psicólogo Andrea Sabbadini, la extensión rumana del Festival de Cine Psicoanalítico Europeo, dirigido por director italiano Bernardo Bertolucci.  Durante nueve años ha presentado un programa de una hora los domingos, Radio Guerrilla , La Voz de las Películas. En 2006, publicó un libro sobre su mentor y crítico de películas D.I. Suchianu. Fue asesora de HBO y miembro del jurado para financiar películas del Fondo Nacional de Cinematografía Rumano. También ha sido selectora de películas para el DaKINO international Film Festival.
En 2021 recibió la Orden de las Artes y las Letras de la República Francesa en el grado de Oficial. En enero de 2023 fue condecorada con la Orden del Mérito Cultural de Rumanía en el rango de Caballero. El 30 de marzo de 2023 recibió la Orden de la Corona de Rumania con el rango de caballero.